# Neue Deutsche Beamtenzeitung
Die Neue deutsche Beamtenzeitung (NDBZ) war eine deutsche Fachzeitschrift auf dem Gebiet des Beamtenrechts. Sie trug den Zusatz Monatsschrift für Beamtenpolitik und Beamtenrecht. Der Zusatz lautete zunächst Monatsschrift des Allgemeinen Beamtenschutzbundes.
Sie erschien von 1951 bis 1970. Als Verlag wird einerseits der Boldt-Verlag in Boppard angegeben, andererseits der Kommunalschriftenverlag Jehle in München (bis 1962) sowie der Deutsche Gemeindeverlag in Köln (von 1963 bis 1970).